# Епархия Сан-Маркоса

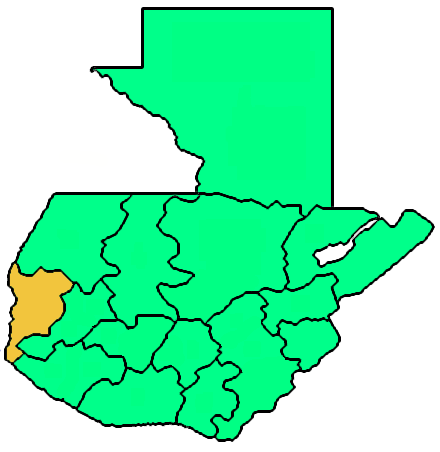
Карта епархии Сан-Маркоса

Епархия Сан-Маркоса (лат. Dioecesis Sancti Marci in Guatimala) — епархия Римско-Католической церкви с центром в городе Сан-Маркос, Гватемала. Епархия Сан-Маркоса распространяет свою юрисдикцию на департамент Маркос. Кафедральным собором епархии Сан-Маркоса является церковь Святого Марка.

## История
10 марта 1951 года Папа Римский Пий XII издал буллу «Omnium in catholico», которой учредил епархию Сан-Маркоса, выделив её из епархии Лос-Альтоса (сегодня — Архиепархия Лос-Альтос Кесальтенанго-Тотоникапана). В этот же день епархия Сан-Маркоса вошла в митрополию Гватемалы.
22 июля 1961 года епархия Сан-Маркоса передала часть своей территории для возведения новой территориальной прелатуре Уэуэтенанго (сегодня — Епархия Уэуэтенанго).
13 февраля 1996 года епархия Сан-Маркоса вошла в митрополию Лос-Альтос Кесальтенанго-Тотонипакана.

## Ординарии епархии
- епископ Jorge García Cabalieros (10.03.1951 — 5.04.1955);
- епископ Celestino Miguel Fernández Pérez (30.11.1955 — 7.12.1971);
- епископ Próspero Penados del Barrio (7.12.1971 — 1.12.1983) — назначен архиепископом Гватемалы;
- епископ Julio Amílcar Bethancourt Fioravanti (4.12.1984 — 10.03.1988) — назначен епископом Уэуэтенанго;
- епископ Альваро Леонель Рамассини Имери (15.12.1988 — 14.05.2012);
  - Sede vacante (2012—2014);
- епископ Carlos Enrique Trinidad Gómez (с 4 ноября 2014 — 9 maggio 2018, до смерти);
  - Sede vacante (2018—2021);
- епископ Bernabé de Jesús Sagastume Lemus, O.F.M.Cap. (11.01.2021 — по настоящее время).

## Источник
- Annuario Pontificio, Libreria Editrice Vaticana, Città del Vaticano, 2003, ISBN 88-209-7422-3
- Булла Omnium in catholico, AAS 43 (1951), стр. 357  (лат.)